# Нюман, Юн
Юн Эмануэль Нюман (швед. John Emanuel Nyman; 25 апреля 1908, Сундсвалль, Швеция — 19 октября 1977, Сундсвалль, Швеция) — шведский борец греко-римского стиля, серебряный призёр Олимпийских игр, трёхкратный серебряный призёр чемпионата Европы, четырёхкратный (1935, 1937, 1941, 1942) чемпион Швеции   

## Биография
На Летних Олимпийских играх 1936 года в Берлине боролся в весовой категории свыше 87 килограммов (тяжёлый вес). По регламенту турнира борец получал в схватках штрафные баллы. Набравший 5 штрафных баллов спортсмен выбывал из турнира. В тяжёлом весе борьбу вели 14 борцов. 
В третьем круге Нюман проиграл эстонцу Кристиану Палусалу и к финалу подошёл на третьем месте с тремя штрафными баллами, чисто победив в остальных встречах. В финальном круге не участвовал, поскольку дальнейшее развитие событий зависело от встречи Палусалу и Курта Хорнфишера. При почти любом варианте развития событий Нюман выходил на второе место, и был единственный вариант: победа Палусалу со счётом 2-1, при котором должна была быть проведена ещё одна схватка за второе место между Хорнфишером и Нюманом. Однако Палусалу победил Хорнфишера со счётом 3-0, что отодвинуло Хорнфишера на третье место, а Нюмана переместило на второе. 
| Выступление на Олимпийских играх 1936 года | Выступление на Олимпийских играх 1936 года | Выступление на Олимпийских играх 1936 года | Выступление на Олимпийских играх 1936 года | Выступление на Олимпийских играх 1936 года | Выступление на Олимпийских играх 1936 года | Выступление на Олимпийских играх 1936 года |
| Круг                                       | Соперник                                   | Страна                                     | Результат                                  | Баллы                                      | Всего баллов                               | Время схватки                              |
| ------------------------------------------ | ------------------------------------------ | ------------------------------------------ | ------------------------------------------ | ------------------------------------------ | ------------------------------------------ | ------------------------------------------ |
| 1                                          | Жолтан Кондоросси                          | Румыния                                    | Победа Туше                                | 0                                          | 0                                          | 6:51                                       |
| 2                                          | Эдуард Щёлль                               | Австрия                                    | Победа Туше                                | 0                                          | 0                                          | 12:05                                      |
| 3                                          | Кристиан Палусалу                          | Эстония                                    | Поражение По очкам                         | 0-3 -3                                     | -3                                         |                                            |
| 4                                          | Ялмар Нюстрём                              | Финляндия                                  | Победа Туше                                | 0                                          | -2                                         | 15:47                                      |
| 5                                          |                                            |                                            |                                            |                                            |                                            |                                            |

В 1937, 1938 и 1939 годах оставался серебряным призёром чемпионатов Европы, каждый раз уступая эстонцам: в 1937 Палусалу, а в 1938 и 1939 — Йоханнесу Коткасу. 